# فدراسیون زیر آب اروپا
فدراسیون زیر آبی اروپا به انگلیسی European Underwater Federation نهادی استانداردکننده و پوشش دهنده سازمان‌های مجاز به آموزش غواصی در اروپا است.

## هدف و قلمرو
EUF به عنوان یک انجمن فراهم آوردنده فرصتی برای ملاقات، تبادل افکار و صحبت با صدای مشترک بر روی مسائل مهم مانند ایمنی غواصی برای سازمان‌های آموزشی غواصی است.

## عضویت
اعضای EUF متشکل از طیف گسترده‌ای از سازمان‌های آموزش غواصی اروپایی انتفاعی و غیر انتفاعی می‌باشند. تخمین زده می‌شود که سازمان‌های عضو EUF دارای بیش از ۳۰۰۰۰۰۰ غواص عضو، ۶۰۰۰۰ مربی غواصی، ۵۰۰۰ باشگاه‌های و ۲۵۰۰ مدارس غواصی و نمایندگی می‌باشند.
درخواست عضویت کامل در EUF برای سازمانهای آموزش غواصی واجد شرایط خاصی است. سازمانهایی که می‌تواند برخی از تعریف‌های سازمان آموزشی را برآورده نمایند فقط قادر به دریافت عضویت ناظر میگردند.
این نهاد دارای دو عضو جانبی نیز می‌باشد: CMAS اروپا، که نماینده ملی فدراسیون‌های غواصی برخی از کشورهای اروپایی است وRSTC اروپا، که نماینده و حافظ منافع مشترک بسیاری از شرکت‌های بین‌المللی آموزش غواصی جهان است.

## سازمانهای عضو

### اعضای انتفاعی
BARAKUDA - BARAKUDA International Aquatic Club
NAUI Europe - National Association of Underwater Instructors
PADI EMEA Limited - انجمن مربیان حرفه‌ای غواصی
PDA - Professional Diving Association
SSI GmbH - مدرسه‌های غواصی بین‌الملل

### اعضای غیر انتفاعی
BSAC - باشگاه زیر آبی بریتانیا
CFT – Comhairle Fo-Thuinn / Irish Underwater Council
DSF – Dansk Sportsdykker Forbund
Sukeltajaliitto, Finska Dykarförbundet
FIAS - Associazione Italiana Attivita Subacquee
FLASSA - Federation Luxembourgeoise Des Activites Et Sports Subaquatiques
NDF - Norges Dykkeforbund
NOB - Nederlandse Onderwatersport Bond
SSDF - Svenska Sportdykarförbundet
VDST - Verband Deutscher Sporttaucher E.V

### اعضای ناظر
Egyptian Chamber of Diving and Water Sports
DAN - Divers Alert Network
IAHD - انجمن بین‌المللی غواصان معلول
IDSA - International Diving Schools Association
NDL - National Dive League
PDSA - Professional Diving Schools Association of Malta

### اعضای جانبی
CMAS Europe
RSTC Europe

## تاریخچه
EUF برای اولین بار فعالیت خود را به شکل امروزی در سال ۱۹۸۹ آغاز نمود، در ابتدا متشکل از تعدادی از فدراسیون‌های غواص اروپا، و پس از گسترش شامل سازمان‌های بین‌المللی آموزش دهنده غواصی گردید.

## EUF و استانداردهای بین‌المللی
EUF علاقه زیادی در ایجاد استانداردهای غواصی و بسیاری از نمایندگانی که عضو EUF شده‌اند نشان داده است و به‌طور مستقیم درگیر توسعه راهکارهای اروپایی (از طریق CEN، کمیته اروپایی استانداردسازی) و استانداردهای ایزو (سازمان بین‌المللی استانداردسازی) برای غواصی تفریحی گردیده است.

## EUFمرجع صدور گواهینامه
در سال 2003، EUF مرجع صدور گواهینامه استاندارد برای سازمان‌های آموزش غواصی تفریحی در اروپا گردید و سرمایه گذاری مشترکی بین EUF و موسسه استاندارد اتریش (ON) تشکیل شد. مرجع صدور گواهینامه‌های استاندارد EUF (که به عنوان صادرکننده گواهینامه بین‌المللی EUF شناخته می‌شود) با تأکید بر ارائه آموزش‌های غواصی در جامعه به روشی یکپارچه و قابل اثبات، اعتماد و شناخته شده و برخوردار از خدمات آموزش غواصی با کیفیت بر اساس استانداردهای غواصی اروپا و استانداردهای جهانی ایزو است و به عنوان گواهینامه‌ای مطابق با استانداردهای مربوطه می‌باشد.
شماره و رده استانداردی سطح‌های اموزش غواصی سازمان‌های استاندارد شده و مورد تائید این فدراسیون در قسمت پائینی گواهینامه‌های غواصی صادره از آن سازمان مندرج میگردد.